# Landtagswahlkreis Uelzen
Der Wahlkreis Uelzen ist ein Wahlkreis zur Wahl des niedersächsischen Landtags. Er ist identisch mit dem Landkreis Uelzen. Bei den Landtagswahlen 2008, 2013 und 2017 gehörte auch die Samtgemeinde Ilmenau (Landkreis Lüneburg) dazu.

## Landtagswahl 2017
Zur Landtagswahl in Niedersachsen 2017 traten im Wahlkreis Uelzen sechs Direktkandidaten an. Direkt gewählter Abgeordneter ist Jörg Hillmer (CDU). Der Wahlkreis trug die Wahlkreisnummer 47.
| Partei                | Direktkandidat  | Erststimmen | Zweitstimmen |
| --------------------- | --------------- | ----------- | ------------ |
| CDU                   | Jörg Hillmer    | 36,8        | 33,9         |
| SPD                   | Andreas Dobslaw | 35,4        | 36,7         |
| Bündnis 90/Die Grünen | Martin Feller   | 11,5        | 9,1          |
| FDP                   | Rainer Fabel    | 5,9         | 7,2          |
| DIE LINKE             | Kathrin Otte    | 3,8         | 4,2          |
| AfD                   | Maik Hieke      | 6,5         | 6,7          |
| BGE                   |                 |             | 0,2          |
| DM                    |                 |             | 0,1          |
| Freie Wähler          |                 |             | 0,3          |
| LKR                   |                 |             | 0,0          |
| ÖDP                   |                 |             | 0,1          |
| Die PARTEI            |                 |             | 0,5          |
| Tierschutzpartei      |                 |             | 0,7          |
| Piratenpartei         |                 |             | 0,2          |
| V-Partei³             |                 |             | 0,1          |

Die Wahlbeteiligung lag mit 64,1 % über dem Landesdurchschnitt dieser Wahl.

## Landtagswahl 2013
Zur Landtagswahl in Niedersachsen 2013 traten im Wahlkreis Uelzen sieben Direktkandidaten an. Direkt gewählter Abgeordneter ist Jörg Hillmer (CDU). Über die Landesliste zog zusätzlich Heinrich Scholing (Bündnis 90/Die Grünen) in den niedersächsischen Landtag ein.
| Partei                | Direktkandidat    | Erststimmen | Zweitstimmen |
| --------------------- | ----------------- | ----------- | ------------ |
| CDU                   | Jörg Hillmer      | 44,5        | 37,1         |
| SPD                   | Sylvia Meier      | 33,9        | 30,3         |
| Bündnis 90/Die Grünen | Heinrich Scholing | 12,2        | 14,7         |
| FDP                   | Rainer Fabel      | 3,6         | 9,9          |
| DIE LINKE             | Ria Nass          | 2,9         | 2,9          |
| Piratenpartei         | Titus Tscharntke  | 1,8         | 2,4          |
| NPD                   |                   |             | 0,9          |
| Freie Wähler          |                   |             | 0,8          |
| Bündnis 21/RRP        | Dieter Müller     | 1,0         | 0,5          |
| Die Freiheit          |                   |             | 0,3          |
| PBC                   |                   |             | 0,2          |

Die Wahlbeteiligung betrug 61,3 %.

## Landtagswahl 2008
Zur Landtagswahl in Niedersachsen 2008 traten im Wahlkreis Uelzen sieben Direktkandidaten an. Direkt gewählter Abgeordneter ist Jörg Hillmer (CDU).
| Partei                     | Direktkandidat      | Erststimmen | Zweitstimmen |
| -------------------------- | ------------------- | ----------- | ------------ |
| CDU                        | Jörg Hillmer        | 46,0        | 44,5         |
| SPD                        | Jacques Voigtländer | 34,6        | 29,5         |
| Bündnis 90/Die Grünen      | Wolfram Sest        | 6,2         | 7,9          |
| FDP                        | Martin Schneider    | 3,7         | 6,5          |
| Die Linke                  | Heinz Werner Thiele | 4,7         | 5,6          |
| Freie Wähler Niedersachsen | Karl Behrens        | 3,3         | 2,5          |
| NPD                        | Joachim Nahtz       | 1,6         | 1,7          |
| Mensch Umwelt Tierschutz   |                     |             | 0,5          |
| Familien-Partei            |                     |             | 0,4          |
| PBC                        |                     |             | 0,2          |
| Die Grauen                 |                     |             | 0,2          |
| ödp                        |                     |             | 0,1          |
| Ab jetzt                   |                     |             | 0,1          |
| Die Friesen                |                     |             | 0,1          |
| Demokratische Alternative  |                     |             |              |
| Republikaner               |                     |             |              |

Die Wahlbeteiligung betrug 58,7 %.